# Підрахунок точок (геологія)
У геології підрахунок точок — це метод визначення частки площі, яка вкрита деякими об’єктами інтересу. У більшості випадків це шліф або полірована плитка (наприклад, породи). Об'єкти інтересів варіюють в залежності від субдисципліни і можуть бути, наприклад, зернами кварцу або польового шпату в седиментології, будь-яким типом мінералу в петрології або різними таксономічними групами в палеонтології.

## Метод
Основним методом є покриття площі сіткою точок. Потім для кожної з цих точок ідентифікується основний об’єкт. Тоді оцінка частки площі, охопленої типом об’єкта, дається як
{\displaystyle p_{i}\approx {\frac {h_{i}}{N}}} ,
де
- {\displaystyle p_{i}} є справжньою часткою об’єктів типу {\displaystyle i}
- {\displaystyle h_{i}} це кількість точок, що потрапляють на об’єкт типу {\displaystyle i}
- {\displaystyle N} це загальна кількість підрахованих точок.

Існує багато варіантів цієї процедури, які, наприклад, можуть відрізнятися за геометрією сітки.